# Víctor Martínez (cyclisme)
Pour les articles homonymes, voir Martínez.
Martínez  García est un nom espagnol. Le premier nom de famille, en général paternel, est Martínez ; le second, en général maternel, souvent omis, est García.
Víctor Martínez García, né le 28 janvier 1985 à Castellón de la Plana, est un coureur cycliste espagnol.

## Biographie
En 2008, Víctor Martínez court dans l'équipe Fuerteventura-Canarias. Il intègre ensuite le club basque Café Baqué en 2009. Sur piste, il termine troisième du championnat d'Espagne de poursuite par équipes, avec le comité de la Communauté valencienne. 
De 2013 à 2017, il évolue dans la structure catalane La Sénia. En 2018, il s'impose sur la première étape du Tour d'Alicante. Bien qu'ayant franchi la ligne d'arrivée à la deuxième place, il est désigné vainqueur après le déclassement d'Itamar Einhorn, initialement premier, qui a pris un rond-point du mauvais côté dans le dernier kilomètre. Il intègre ensuite l'équipe continentale Electro Hiper Europa au printemps 2021. Aligné sur le Tour de Bulgarie, il se classe huitième d'une étape et quinzième du classement général.
En 2022, il redescend chez les amateurs en Espagne. Il retrouve finalement le niveau continental en 2023 au sein de la formation Electro Hiper Europa. À trente-huit ans, il parvient à terminer onzième du championnat d'Espagne sur route et quatorzième de la Ronde de l'Oise.

## Palmarès
- 2008
  - Trofeo Santa Quiteria
  - 3eb étape du Tour de Zamora (contre-la-montre par équipes)
- 2009
  - 3e du championnat d'Espagne de poursuite par équipes
- 2013
  - 3e de la Ronde du Maestrazgo
- 2015
  - Trofeu Abelardo Trenzano
- 2016
  - Champion de la Communauté valencienne sur route
  - 3e de la Volta del Llagostí
- 2018
  - 1re étape du Tour d'Alicante
- 2022
  - Challenge de la Communauté valencienne
  - Trofeo San Jorge